# Smaragdina affinis
Smaragdina affinis är en skalbaggsart som först beskrevs av Johann Karl Wilhelm Illiger 1794.  Smaragdina affinis ingår i släktet Smaragdina, och familjen bladbaggar. Enligt den finländska rödlistan är arten nära hotad i Finland. Arten har ej påträffats i Sverige. Artens livsmiljö är lundskogar.

## Bildgalleri

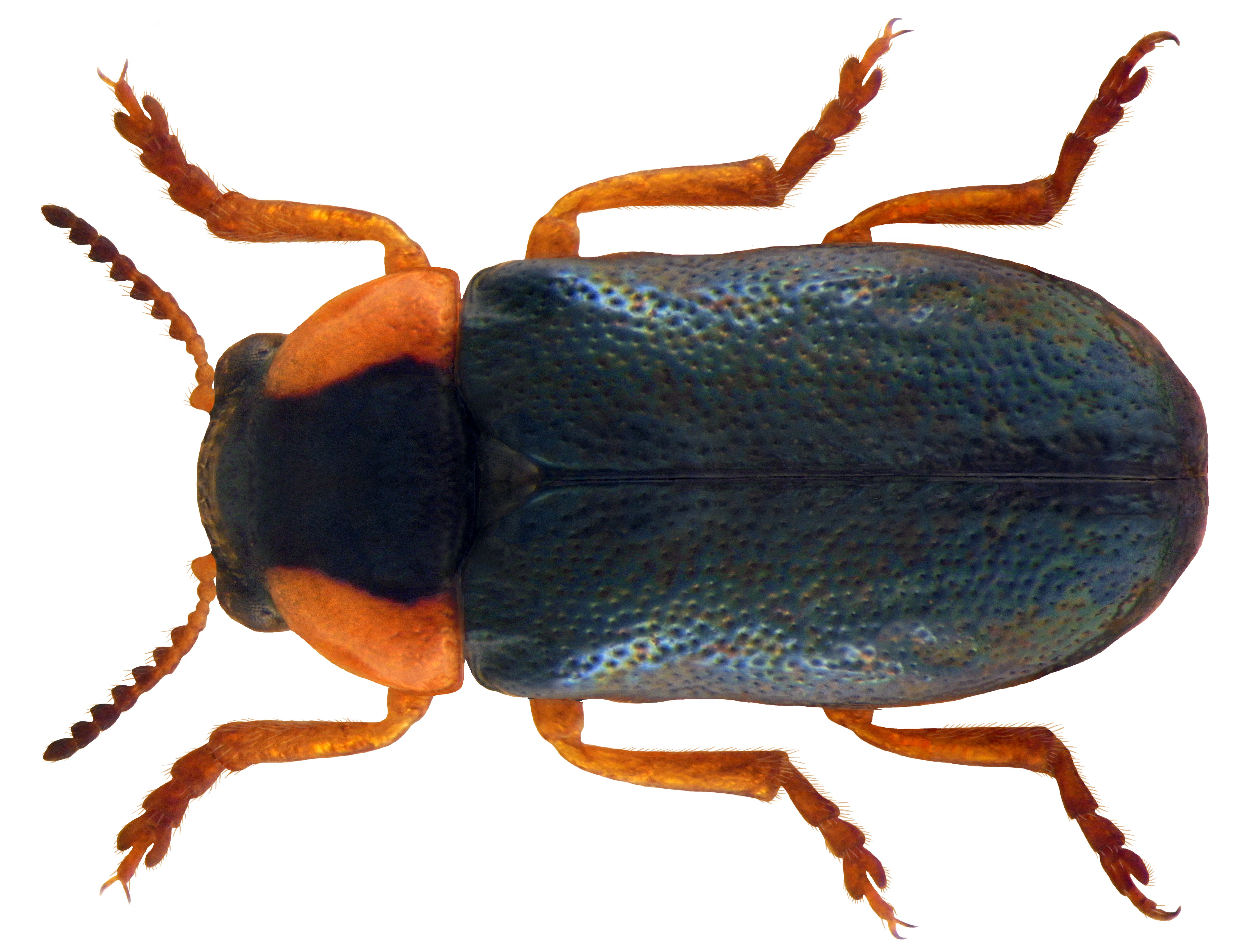